# 独特蚤属
独特蚤属（学名：Dadaya）为盘肠蚤科的一个属。

## 下属物种
本属包括以下物种：
- 大眼独特蚤 Dadaya macrops (Daday, 1898)，大眼独特溞